# Testem benevolentiae nostrae
Testem Benevolentiae Nostrae je papeška okrožnica (enciklika), ki jo je napisal papež Leon XIII. leta 1899.
V okrožnici, ki je bila naslovljena na kardinala Gibbonsa (takratni nadškof Baltimorja), je papež obsodil herezijski amerikanizem in njegov vpliv v Rimskokatoliški Cerkvi v ZDA.